# Fêtes en Toscane
 (mars 2023).
Si vous disposez d'ouvrages ou d'articles de référence ou si vous connaissez des sites web de qualité traitant du thème abordé ici, merci de compléter l'article en donnant les références utiles à sa vérifiabilité et en les liant à la section « Notes et références ».

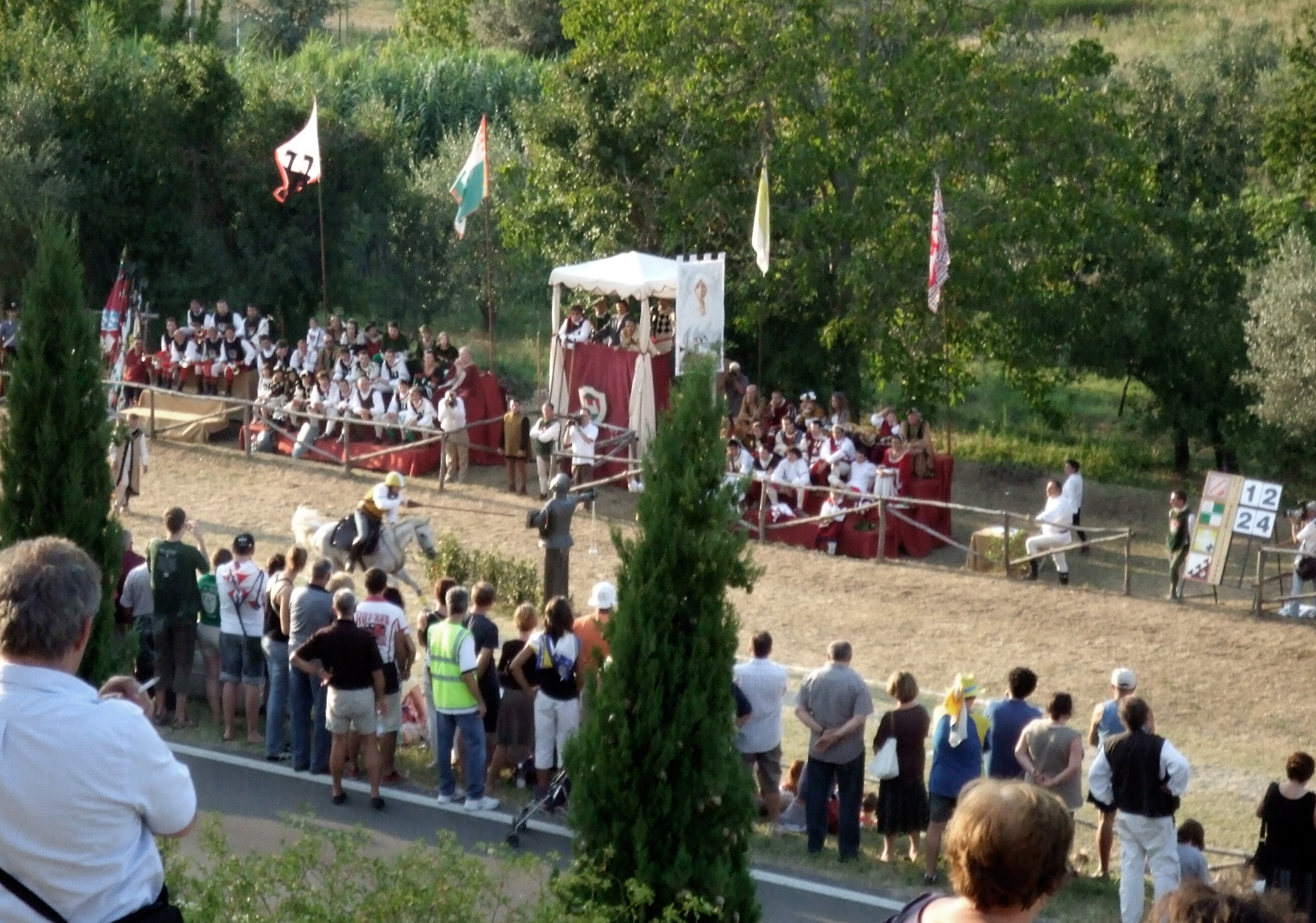
La Giostra del Simone à Montisi.

Le calendrier des fêtes en Toscane s'étale tout au long de l'année.
Certaines fêtes à caractères historiques sont issues du Moyen Âge et de la Renaissance :
- à Florence, sa capitale

- à Anghiari, le Palio della Vittoria
- à Arezzo, la Giostra del Saracino
- à Livourne, le palio marin
- à Massa Maritima, le Balestro del Girifalco
- à Montalcino, la fête du Tordo
- à Montepulciano, le Bravio des tonneaux
- à Montisi, la Giostra del Simone
- à Piancastagnaio, le Palio de Piancastagnaio
- à Sienne, le palio de Sienne
- à Viareggio, le  carnaval de Viareggio

D'autres sont plus récentes :
- à Pise, la régate des quatre villes marines (les anciennes républiques marines)